# 天文学史

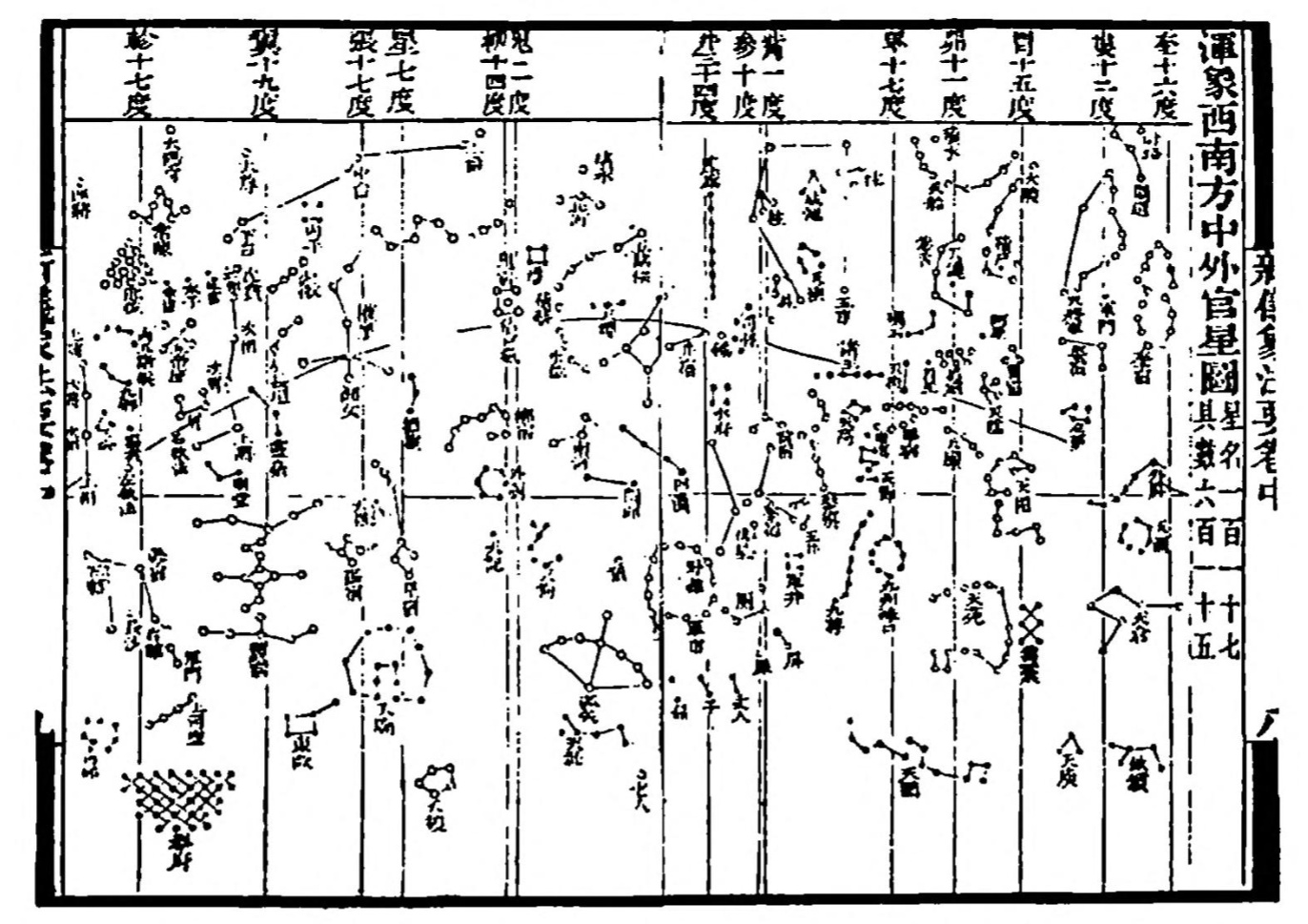
宋王朝の蘇松による星図

天文学史（てんもんがくし、英語：history of astronomy）は、天文学の歴史についてのことである。その歩みは人類の歴史とともにあったと言っても過言ではない。

## 年表
- 紀元前2000年頃 - エジプトで太陽暦、メソポタミアで太陰暦が起こる。
- 紀元前200年頃 - エラトステネスが地球の大きさを測定（夏至の太陽の視差による緯度差と対応する子午線弧長から、地球周長を45000kmとした）。
- 紀元前2世紀頃 - ヒッパルコスが恒星の明るさ6段階に分けた（これは若干形を変え、視等級として現代でも使われている）。
- 1606年 - ケプラー、「惑星の運動の法則」を発表。
- 1632年 - ガリレオ、地動説を完成させる。
- 1666年 - ニュートン、万有引力の法則を考案（ニュートン力学）。
- 1781年 - ハーシェルが天王星を発見。
- 1800年頃 - ハーシェルが赤外線放射を発見。
- 1846年 - ガレが海王星発見。
- 1905年 - アインシュタインが「特殊相対性理論」を発表。
- 1915年 - アインシュタインが「一般相対性理論」を発表。
- 1920年代 - ハッブルが銀河の観測などから宇宙の膨張を発見。
- 1928年 - 国際天文学連合第3回総会委員会で、全天を88星座に区分することが承認される。
- 1987年 - 大マゼラン雲で超新星出現、初のニュートリノ検出。
- 1990年 - ハッブル宇宙望遠鏡の打ち上げ。
- 2006年 - 冥王星が惑星から除外され太陽系の惑星は、「planet」（惑星）、「dwarf planet」（準惑星）、「Small Solar System Bodies」（太陽系小天体）の3つに定義されることになった。（詳細は惑星#2006年IAU総会を参照）。

## 概略

### 天文学の起源
天文学の起源は暦を作ることから始まったと考えられている。人類が農耕を行うようになると、農作物の栽培や収穫に最適な時期を知るために1年周期の季節変化を正確に把握する必要が出てきた。一方で人類は太陽や星々の観察によって、季節が変化する1年という周期が、恒星の位置および恒星に対する太陽の位置の移り変わりの周期でもあることを知っていた。さらに、月が1ヶ月周期で満ち欠けすることも知っていた。従って、月の満ち欠けの周期と太陽や恒星の位置変化の周期との関係が分かれば、月の欠け具合を見ることで、今日が1年の中の何日目かを知ることができる。これが暦の始まりである。ゆえに古代の暦法は、月の満ち欠けを基礎にしたもの（太陰暦）だった。
しかし太陽の運行に基づく1年は月の満ち欠けの周期（朔望月）の整数倍にはなっていないため、そのままでは太陰暦による10月は太陽暦における9月、8月などに次第にずれていってしまい、「麦は10月にまく」などとは言えなくなってくる。（イスラム世界で使われるヒジュラ暦はこの方式であり、ラマダーン月の時期が夏になったり冬になったりする。）このため、暦と実際の観測結果を比較して、太陰暦に閏月などの補正を入れることで太陽年とずれを生じないように絶えず暦を作り変えてきた。このように、いかに正確な暦を作るかを追求することが古代における天文学の主要な役割であった。
世界ではじめて月と太陽の運行周期を体系化したのは、メソポタミアである。早くも紀元前3000年の時点で、19年を単位とし、そのうち特定の年を12カ月、別の特定の年を13カ月とおくことで、月と太陽の運行のずれを吸収した。一方、エジプトにおいては月と太陽の運行の関係は重視されなかった。これは一定の周期で氾濫を繰り返すナイル川の洪水のためである。天文学よりも水位測定が発達し、水位の変化によって1年が365日からなることを割り出した。エジプトの暦法は新月をくぎりとし、12回の新月の間隔を観測に基づかずに30日とおき、1年の最後に5日を足して洪水の周期と合わせるというものであった。エジプト歴は数学的には美しくないが、最も実用的であり、以後3000年以上にわたって利用された。現在の暦もメソポタミアではなく、エジプトの暦法を汲んだものである。
太陽系に所属する惑星のうち、水星、金星、火星、木星、土星はなんら観測器具がなくとも肉眼で観察できる。したがって、惑星がいつ発見されたのかは不明である。しかしながら、惑星が天球上で恒星とは異なった運動をすることを発見し、惑星に命名したのは紀元前2000年ごろのメソポタミアである。メソポタミアの命名は現在の惑星の名にも残っている。

### ギリシア天文学

#### 日食の予測
ギリシアのタレスは紀元前585年の日食を予言した。メソポタミアでは惑星同士の接近に占星術上の意味を見出していたため、食の研究が進んでいた。タレスの予言も、メソポタミアの手法を用いている。

#### 金星の発見
金星は地球よりも内側を公転しているため、日没後もしくは夜明け前にしか観測できない。古代においては、日没後に見える「宵の明星」と夜明け前に観察できる「明けの明星」は異なる星だと考えられていた。この2つの惑星が同じものだと発見したのは紀元前500年ごろのピタゴラスである。ピタゴラスは金星にアフロディーテと命名した。

#### 宇宙の構造に関する考察
ギリシアのフィロラオス以前は、「宇宙の中心は不動の地球であり、その周りを太陽、月、惑星、恒星が周回している」と考えられていた。紀元前500年ごろ、フィロラオスは「地球や太陽を含む全ての天体が目に見えない宇宙の中心の火の回りを回転している」と考えた。ただし、フィロラオスの説は観測データに基づいておらず、根拠がないと考えられたため、これを受け継ぐ学説は生まれなかった。一方、ギリシャのヘラクレイデスは金星と水星の位置が太陽から一定角度以上離れないことを根拠として、「水星と金星が太陽の周りを回っている」と考えた。ヘラクレイデスは地球が不動であることは疑わなかったが、初めて合理的な天体の運動体系を作り上げたといえる。

#### 天体座標の発明
天体の位置を座標で表すことに思い至ったのもギリシア人である。紀元前350年ごろ、ギリシアのユードクスは世界地図を作成した。次に、世界で初めて世界地図に相当する星図を作り始めた。ユードクスが優れていたのは基準となる座標を北極星にとり、北極星から全ての方向に広がる放射状の線（赤経）とこれに直交する線（赤緯）を考案したことである。これにより、正確な星図を作成する基礎ができた。

#### 天体の直径を算出
天体の直径に関して、古代の人々がどのように考えていたのかははっきり分かっていない。しかしながら、天球に開いた針穴やかがり火、窓などの比喩で語られていることから、小さなもの、少なくとも地球より小さなものと考えられていたようである。ギリシアのアナクサゴラスの説はこれとは異なり、紀元前450年ごろ、太陽の大きさをギリシアに匹敵するものと唱えた。アナクサゴラスは世を惑わすものとしてアテネから追放されてしまった。
実験的に天体の直径を測定しようと試みたのはギリシアのアリスタルコスである。紀元前280年ごろ、月食時に写る地球の影の大きさから月の直径を地球の1/3と計算した（実際には1/4）。さらに、三角法を用いて月の直径から太陽の直径を算出した。基本的なアイディアは半月の時点においては、地球、月、太陽が直角三角形の形に並ぶ（直角が月に相当）というもので、月と太陽の視直径が等しいこと（これは日食から容易に推測できる）、月の直径が分かっていることから推論を進めた。光学観測機器が一切利用できなかったことから、太陽の位置が月の20倍（実際には約400倍）、太陽の直径が地球の7倍（実際には約108倍）と、数値的には正しくなかったが、天体の直径が地球と同等かそれ以上であることを合理的に計算したのはアリスタルコスがはじめてである。なお、地球の大きさを三角法を用いて決定したのはギリシアのエラトステネスであり、アリスタルコスの約40年後のことである。
後は月までの距離が分かれば、重要な数値が全て揃う。月の直径を測定により算出したのは、ギリシアのヒッパルコスである。エラトステネスの90年後、紀元前150年であった。ヒッパルコスは三角法の正確な数表を作り上げ、角度から辺の長さが分かるように準備した。その後、地球上の異なる点から月を観察し、視差によって生まれる特定の恒星と月の位置関係の変化をまとめ、これによって、地球－月間の距離は地球の直径の30倍であるとした。エラトステネスが計算した4万kmという地球の大円の周長に当てはめると、月までは38万4000kmと計算できた。21世紀の現在では月の平均軌道半径が38万4400kmと分かっている。

### 西洋天文学史

#### 古代

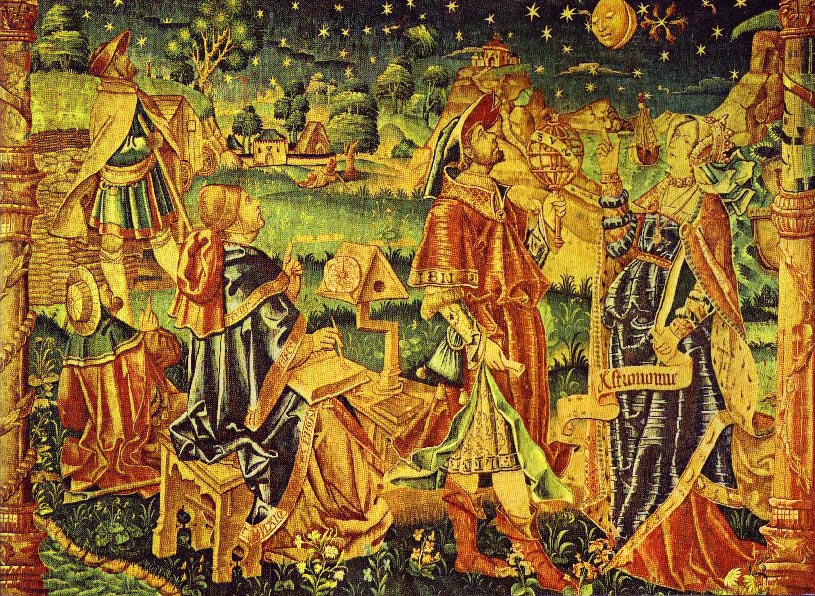
中世の観測の様子

古代の天文学は、裸眼で見える範囲での天体の運動について観測と予測をする程度のものだった。その中で、古代ギリシアの人々は等級（n等星）の仕組みを作り、天文学に大きく貢献した。また、より古代から伝わった星座と十二宮をはっきりと定義したのも彼等による。古代ヨーロッパでは占星術 (astrology) と天文学 (astronomy) の呼び分けはなく、天体の位置や運動が人間や国家の運命を左右したり、未来を予言すると考えられていた。

#### アラビア天文学
ローマ帝国滅亡後、ヨーロッパではアリストテレスの自然観がキリスト教の教義と結びつき、自然界を実証主義的に観察し計算し解釈するという古代ギリシャの自然哲学に代表される自然観は否定された。これによって天文学も停滞し、代わってアラビア科学のアラビア天文学が発達した。フワーリズミーは、インドの天文学や数学を取り入れて、代数学や数理天文学に関する著作を残した。バッターニーは私立天文台を設けて、41年間にわたって球面三角法を用いた正確な観測を行って、489個の星の恒星表を作った。また、観測から黄道傾斜角や太陽の遠地点の位置が移動することを発見し、黄道傾斜角を割り出した。そのほか、太陽の離心率、毎年の春分点の歳差の55"の値、太陽と月の運動の詳しい表、月の平均運動を改訂したり、太陽と月の大きさの変化を調べてプトレマイオスの天文学を改良した。このため恒星の固有名は大部分がアラビア語に由来している。また、アラビアでは暦法の改良などが行われた。

#### ルネサンス期

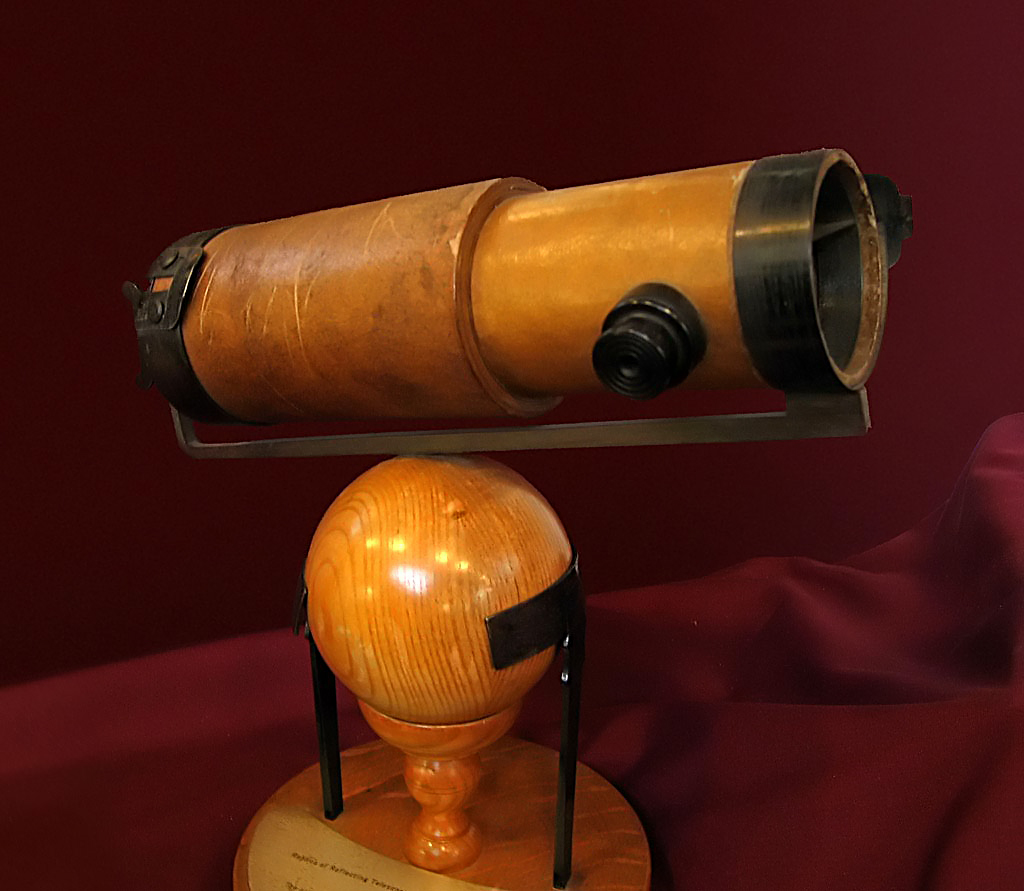
ニュートン式望遠鏡（レプリカ）

16世紀、ルネサンスが勃興し再びヨーロッパが天文学の中心となっていく。ギリシア時代に提唱されていた地動説が再提唱されて議論されるようになった。また17世紀初頭には望遠鏡が発明され、今まで肉眼では見えなかった天体の観測が可能となり、飛躍的な観測データの蓄積が行われていった。ヨハネス・ケプラーは観測結果に基づいてケプラーの法則を導き、アイザック・ニュートンはそれを説明する万有引力を提唱した。

#### 近代
望遠鏡の発明とニュートン力学の成立が18世紀から19世紀にかけての天文学の発展の原動力となった。例として、1727年には光行差、1838年には年周視差が発見され、地動説が観測的に証明された。イギリスのハーシェルは妹カロラインともに望遠鏡を制作。1781年には天王星を発見し、1800年頃には赤外線放射を発見した。天王星の運動のずれから計算によって新たな惑星の位置が予言され、その予言の通り1846年に海王星が発見された。19世紀中期には分光学が興り、それまで単に望遠鏡で天体の位置・形状・明るさを観測するだけだった天文学に、天体からの光を分光してスペクトルを観測するという画期的手法がもたらされた。スペクトルを観測すると、天体に含まれる元素についての情報を得ることができる。また、天体のスペクトルを実験室でのスペクトルと比較することで、ドップラー効果によるスペクトルのずれが分かり、その天体が持つ速度に関する情報を得ることができる。このように天文学に分光学の手法が取り入れられることによって、天文学から天体物理学という分野が派生・発展するようになった。なお、太陽系は星雲から生成されたというカント・ラプラスの星雲説で有名なイマヌエル・カント、惑星軌道論でニュートン批判を行なったゲオルク・ヴィルヘルム・フリードリヒ・ヘーゲルなど有名哲学者は初期には理論天文学論文を執筆していた。

#### 近現代

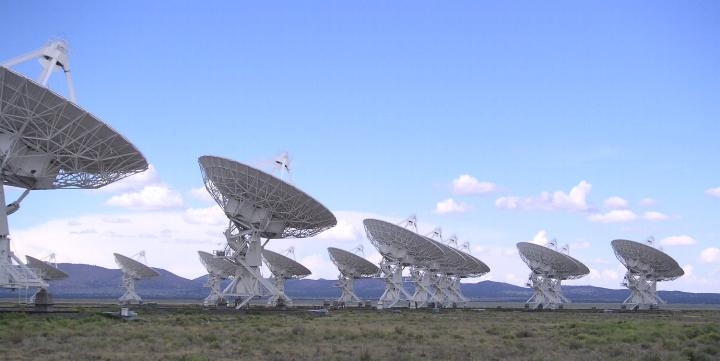
米・ソコロの電波望遠鏡

同じく19世紀には写真術が発明され、肉眼で観測できないような暗い天体でも、長時間露光の写真撮影によって観測できるようになった。これにより、太陽系天体と恒星に限られていた天文学の対象が星雲や銀河に拡大していった。また、20世紀に入ると宇宙の様々な天体から電波が放出されていることが発見され、電波天文学が始まった。これにより、可視光での観測に限られていた我々の宇宙に関する知識はさらに広がることとなった。20世紀後半には人工衛星が打ち上げられるようになり、地上からは大気の吸収によって観測できないγ線、X線、紫外線、赤外線など、様々な波長の電磁波で宇宙を観測できるようになった。

### 日本天文学史

#### 古代
日本の天文学は、主に中国の天文学が移入され、それが発展したものである。
6世紀頃の飛鳥時代に百済から渡来した人々が中国の暦を日本に伝え、日本でも暦法が行われるようになった。『日本書紀』によれば、推古天皇10年（602年）に百済の僧侶・観勒が天文・地理・占いの書籍を持って来日したのを始まりとし、同36年3月2日（628年4月10日）に日食が起こって空が真っ暗となり、数日後に天皇が崩御したという。
7世紀から8世紀にかけて律令制国家が確立すると、朝廷に陰陽寮が置かれた。陰陽寮にはそれぞれ天文博士（天変の観測）・暦博士（暦の管理）・漏刻博士（時刻の管理）・陰陽博士（占術）などの役職が置かれていた。奈良時代から平安時代にかけては天変（日食・月食や新星の出現などの空の異変）は天皇や国家の凶兆であると考えられており、これらを観測して天皇に密奏したり、異変の意味を解釈して凶兆である場合には呪術や祈祷を行うなどが陰陽寮の役割であった。また、当時の天文学は天変を観測する「天文道」や暦を作成する「暦道」によって構成され、天文博士や暦博士によって教育されていた。陰陽師として有名な安倍晴明は平安中期の天文博士である。これら陰陽寮の各役職は一種の特殊技能であったため、安倍氏や賀茂氏といった特定の家系の世襲となった。逆にこうした家の出身者以外の者が天文に関わることはタブーと考えられるようになった。『今鏡』には当代随一の碩学であった藤原通憲（信西）があらゆる学問に精通しようとして天文にまで通じたために、却って平治の乱で命を落としたとする故事を載せている。

#### 中世から近世
暦は9世紀半ばまで、その時々の中国の暦を採用していたが、遣唐使の廃止などによって中国との往来が途絶えると、862年の宣明暦の採用を最後に改暦は長く行われなくなった。これによって暦の誤差はその後800年にわたって累積することとなったが、江戸時代の天文学者渋川春海が中国の元の暦を元にして貞享暦を作り、改暦を行った。この功績によって春海は江戸幕府に新設された天文方の職に就いた。これ以後、朝廷の陰陽寮が行ってきた暦の編纂は幕府主導で行われるようになった。なお貞享暦は1754年に改正されて宝暦暦となったが、誤りが多かったので、寛政暦に取って代わることになった。
また、この頃に井口常範の『天文図解』や西川如見の『天文義論』などの天文についての書籍が刊行されるようになり、人々に天文学に関する知識を広める契機となった。江戸中期には将軍徳川吉宗によって本格的な西洋天文学の導入が図られ、在野の天文学者でありながら独自の計算で日食の正確な予報やケプラーの法則を発見した麻田剛立や、剛立の弟子で後に幕府天文方となった高橋至時などが現れた。至時は間重富とともにケプラーの楕円軌道理論を取り入れた寛政暦を編纂し、また伊能忠敬の師として彼の日本地図作成を助けた。また、コペルニクスの地動説は本木良永・司馬江漢らによって、ニュートンの万有引力の法則は志筑忠雄によって日本に紹介されている。
なお、密教由来の宿曜道の系統をひく須弥山説を支持する仏教僧は長年にわたって陰陽道の暦学を批判し続けてきたが、ここにきて西洋天文学の流入に危機感を抱いて梵暦運動を起こした。『仏国暦象編』を著した円通は、伊能忠敬や武田真元らと激しく対立したことで知られ、円通の流れは幕末の佐田介石へと継承されることとなる。

#### 近代

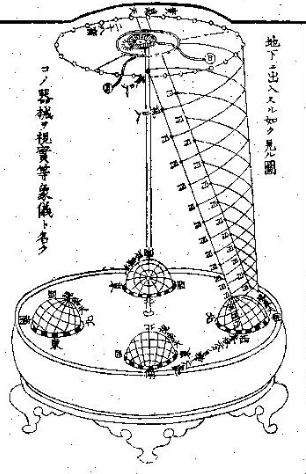
佐田介石が考案した視実等象儀

明治維新以降になると西洋天文学が本格的に日本にもたらされた。だが、工業化とは直接的には無縁であった天文学は他の科学に比べて新政府の関心は低く、明治当初には却って危機的状況に置かれていた。江戸幕府の天文方が廃止されて、陰陽寮が日本の天文暦法の一切を統括することが決められたからである。土御門晴雄（陰陽頭）や佐田介石（仏教思想家）らが、聖人の教えに反するとして西洋天文学を禁止するように強く働きかけた。だが、太陽暦の導入や新設の海軍省から航海上の安全確保の観点から西洋天文学導入の必要性を訴える意見が出たことによって、政府も天文学研究に本腰を入れるようになった。
江戸幕府の洋学所をルーツとする東京開成学校が東京医学校と合併して1877年に東京大学が設立されると、理学部星学科が設置され、翌年には天文台として星学科観象台が作られた。観象台は1888年に東京天文台となる。この東大理学部星学科出身の代表的な天文学者として、緯度変化のZ項を発見する等大きな業績を上げた木村栄や初代東京天文台長の寺尾寿などがいる。ちなみに「星学」とは旧来の「天文学」と言う単語があまりにも古風で近代的な学問の名として相応しくないと言う考えから生まれた呼び方であるがあまり定着はしなかった。
1887年には、荒井郁之助（戊辰戦争で幕府方の将として活躍したことで著名）のグループが新潟県三条の永明寺山で皆既日食観測を行い、8月19日に杉山正治が日本で初めて太陽コロナの写真撮影を成功させるなど、日本の天文学も徐々にではあるが次第に国際的な水準に追いつくようになっていった。

#### 現代
昭和に入ると、物理学者の中から天体や宇宙を研究対象にする研究者が登場する。代表的な人物としては、京都大学理学部で湯川秀樹研究室に所属し、「林フェーズ」と呼ばれる主系列前の恒星が明るく輝く時期を発見した林忠四郎が挙げられる。最近ではニュートリノ天文学を開拓しノーベル物理学賞を受賞した小柴昌俊なども物理学科出身の研究者である。従来の天文学者と区別するために彼らを宇宙物理学者と呼ぶこともある。
以上はアカデミズムの世界で活躍する研究者たちを中心として記述した日本天文学史だが、天文学者の中にはアマチュアへの普及・指導で名を残した者も多い。古くは東亜天文学会 (OAA) の創設者・山本一清や日本天文研究会の創設者・神田茂が、今日では日本変光星観測者連盟 (VSOLJ) の代表を務めている西城恵一がその代表的な例である。